# Michalina Rudzińska
Michalina Rudzińska (Suwałki, 22 de enero de 2002) es una ajedrecista polaca que ostenta el título de Gran Maestra Femenina (WGM) desde 2024. Ha ganado dos veces el Campeonato de Polonia de Ajedrez Femenino (2022, 2023).

## Carrera
Se convirtió en una ajedrecista de éxito a una edad temprana. En 2009, en Chotowa, ganó el segundo puesto del Campeonato de Polonia de Ajedrez para Preescolares. Michalina Rudzińska ganó tres medallas de los Campeonatos de Polonia de Ajedrez Junior: oro (Międzyzdroje, 2010 - grupo Sub-08) y dos medallas de plata (Jastrzębia Góra, 2018 - grupo Sub-16; Szklarska Poręba, 2019 - grupo Sub-18). Fue dos veces medallista del Campeonato de Europa Juvenil de Ajedrez Rápido: plata (Tallin, 2019 - grupo Sub-18) y bronce (Tallin, 2014 - grupo sub-12), así como nueve veces medallista del Campeonato de Polonia Juvenil de Ajedrez Rápido. Representó a Polonia en el Campeonato Mundial Juvenil de Ajedrez (2 veces) y en el Campeonato Europeo Juvenil de Ajedrez (4 veces), logrando su mejor resultado en 2018 en Calcídica: 8º puesto en el grupo Sub-16 del Campeonato del Mundo.
En 2018, ganó el torneo abierto «Estrella del Norte» en Jastrzębia Góra. En 2020, en Pokrzywna, se alzó con el título de Campeona de Polonia Femenina Sub-20, y en el siguiente año de este torneo ganó una medalla de plata. En 2021, debutó en el campeonato polaco femenino y se clasificó en noveno lugar en Bydgoszcz. El mayor éxito de su carrera hasta el momento fue en 2022 en Kruszwica, logrando el título de campeona polaca femenina, al tiempo que cumplía la primera norma para el título de Gran Maestra Femenina (WGM). 
Este logro fue excepcional, ya que en el grupo de diez jugadoras tituladas, Rudzińska tenía el ranking FIDE más bajo y el título de ajedrez más bajo. Además, ganó el título después de ocho rondas, es decir, una ronda antes del final del torneo. En 2023 defendió el título de campeona de Polonia de ajedrez femenino, ganando el campeonato celebrado en Varsovia. En mayo de 2024, en Rzeszów, se clasificó en 9º lugar en el Campeonato de Polonia de Ajedrez Femenino.
En 2023 recibió el título de Maestra Internacional de la FIDE (WIM) y un año después el de Gran Maestra (WGM).